# Chiesa di San Fabiano a Montefolchi
La chiesa di San Fabiano a Montefolchi è un edificio sacro, oggi soppresso, situato nel comune di San Casciano in Val di Pesa.

## Storia
La chiesa era situata nel Castello di Montefolchi, già documentato nel 1254, ed è nominata per la prima volta in un documento datato 22 luglio 1260, quando il suo rettore si impegna a pagare all'esercito fiorentino 3 staia di grano.
Oltre alla tassa per l'esercito fiorentino il popolo di San Fabiano doveva anche pagare 8 staia di grano l'anno al vescovo fiorentino. Queste tasse denotano una situazione economica non florida che non risulta migliorata neanche per la decima del 1302 quando è chiamata a pagare 2 lire e 7 soldi. Non essendo economicamente appetibile il suo patronato fu concesso ai parrocchiani fin dal 1337.
In occasione dell'estimo del 1402 il popolo di San Fabiano risultava unito a quello della chiesa di Poppiano.
Nel 1569, in occasione della vista alla pastorale dell'arcivescovo di Firenze Antonio Altoviti la chiesa, ormai definitivamente annessa alla pieve di Campoli, risultava in stato di semiabbandono. La messa vi veniva celebrata solo una volta al mese e le tavole dipinte che si trovavano all'interno presentavano uno stato di conservazione talmente pessimo che l'arcivescovo consigliò di bruciarle.
Oggi la chiesa è adibita a deposito per gli attrezzi agricoli.

## Architettura
Dell'epoca romanica rimangono tracce solo sulla facciata, peraltro rimaneggiata più volte nel corso dei secoli. Originali sono le pareti poste ai lati del portale, che presenta mensole e architrave rifatti con pietra serena.
Sulla fiancata settentrionale e sulla parte destra della facciata sono rimaste tracce di un crollo; durante i lavori di ripristino venne murata in facciata una piccola lapide con inciso A\AM-CI.PE .
Il rosone presente sulla facciata venne aperto nel secondo dopoguerra. In quell'occasione si rifece il tetto e si costruì il campanile a vela.